# 총열 덮개

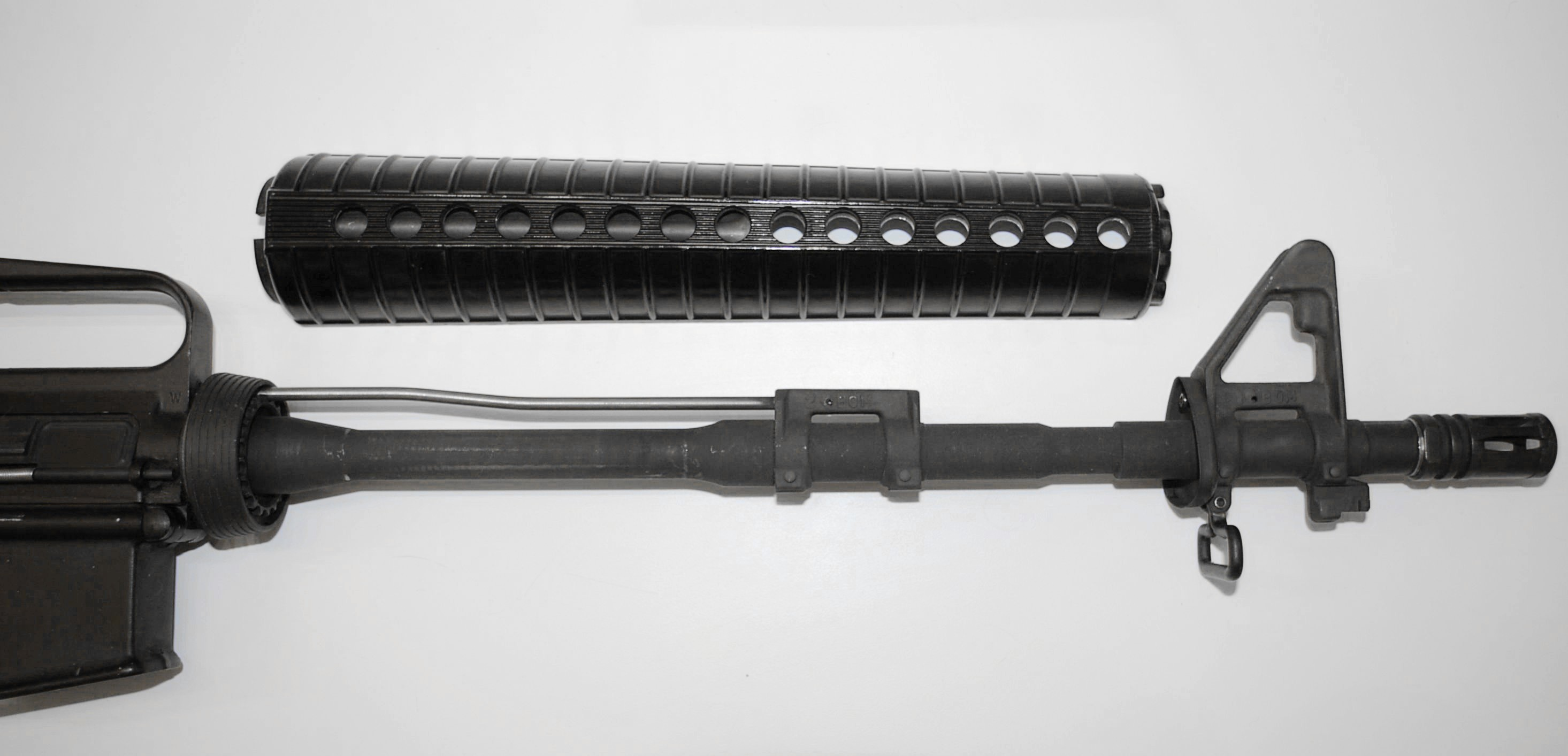
분리된 총열 덮개

총열 덮개, 핸드가드(handguard)는 총기의 앞 부분에 부착하는 덮개로, 뜨거워진 총열로부터 손과 손가락을 보호하는 역할을 한다. 총열 덮개에 보조 장비를 부착하는 경우도 있다.
열 전달율이 낮은 나무나 플라스틱을 사용한다.